# 아메리카주걱철갑상어
아메리카주걱철갑상어(American paddlefish) 또는 미시시피주걱철갑상어(Mississippi paddlefish)라고도 불리며 광선지느러미를 가진 물고기의 일종이다. 주걱철갑상어과에서 유일하게 살아있는 종이다. 이 과는 철갑상어와 가장 밀접한 관련이 있는데, 주걱철갑상어는 철갑상어목에서 가장 원시적인 물고기목 중 하나이다. 다른 주걱철갑상어 종의 화석 기록은 백악기 전기까지 1억 2천 5백만 년 전으로 거슬러 올라가고, 아메리카주걱철갑상어의 기록은 고생대 초기까지 6천 5백만 년 전으로 거슬러 올라간다. 아메리카주걱철갑상어는 거의 전체적으로 연골 골격과 몸길이의 거의 1/3을 차지하는 노 모양의 연골 (주둥)을 가진 매끄러운 피부를 가진 민물고기이다. 상어와 비슷한 이질적인 꼬리 또는 꼬리지느러미 때문에 민물상어로 불린다. 아메리카주걱철갑상어는 필터 공급과 같은 전문화된 적응을 발전시켰기 때문에 고도로 파생된 물고기이다. 그것의 연골과 두개골은 그것의 주요 먹이 공급원인 동물성 플랑크톤 무리를 찾기 위한 수만 개의 감각 수용기로 덮여 있다. 현대에까지 살아남은 유일한 다른 종류의 주걱철갑상어는 중국주걱철갑상어로, 2003년 중국 장강에서 마지막으로 발견되었고 2010년 이전에 멸종된 것으로 간주되었다.
아메리카주걱철갑상어는 미시시피강 유역에 자생하며 1900년대 초 이전에 존재했던 비교적 변하지 않은 조건하에서 자유롭게 이동했다. 그것은 일반적으로 미시시피강 유역 전체에 걸쳐 크고 자유롭게 흐르는 강, 편조된 수로, 역류, 그리고 우각호, 그리고 인접한 걸프 해안 유역에 서식했다. 그것의 주변 범위는 약 1917년까지 캐나다의 휴런호와 헬렌호에서 발생하면서 오대호까지 확장되었다. 아메리카주걱철갑상어의 개체수는 주로 남획, 서식지 파괴, 그리고 수질 오염 때문에 급격히 감소했다. 밀렵은 또한 그것의 감소에 기여하는 요인이었고 캐비아에 대한 수요가 강한 한 계속해서 그렇게 되기 쉽다. 자연적으로 발생하는 아메리카주걱철갑상어 개체군은 뉴욕주, 메릴랜드주, 버지니아주, 펜실베니아주뿐만 아니라 주변 지역 대부분에서 멸종되었다. 그것들은 서부 펜실베니아주에 있는 앨러게니강, 머논가힐라강 그리고 오하이오강 수계에 다시 도입되었다. 하지만, 그들의 현재 범위는 미시시피강과 미주리강 지류와 모빌베이 배수 유역으로 축소되었다. 아메리카주걱철갑상어는 현재 미국의 22개 주에서 발견되며 주, 연방, 국제법에 의해 보호되고 있다.

## 분류학

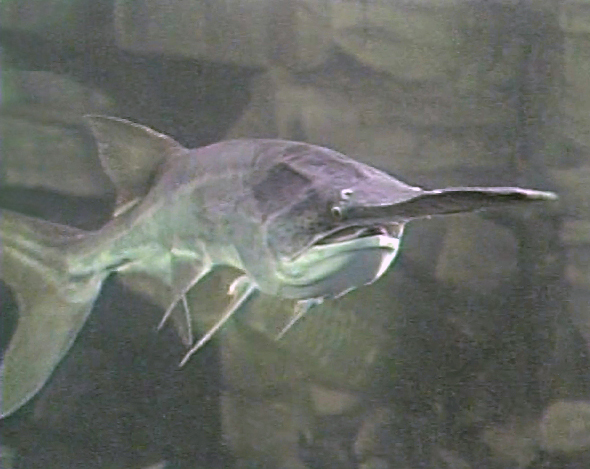
큰 수족관 수조에 있는 아메리카주걱철갑상어

아메리카주걱철갑상어는 주걱철갑상어과에서 유일하게 살아남은 종이다. DNA 염기서열의 증거는 그들의 마지막 공통 조상이 약 1억 4천만 년 전에 살았다는 것을 암시한다. 이 과들은 함께 원시 광선지느러미목인 철갑상어목을 구성한다. 주걱철갑상어는 1억 2천 5백만 년 전 백악기 전기까지 거슬러 올라가는 긴 화석 기록을 가지고 있다. 아메리카주걱철갑상어는 초기 화석 조상으로부터 물려받은 형태학적 특성 때문에 원시 어류 또는 유물로 불린다. 이러한 특징들은 주로 연골로 구성된 뼈대와 상어와 비슷한 깊게 갈라진 이등골지느러미를 포함한다.

## 묘사

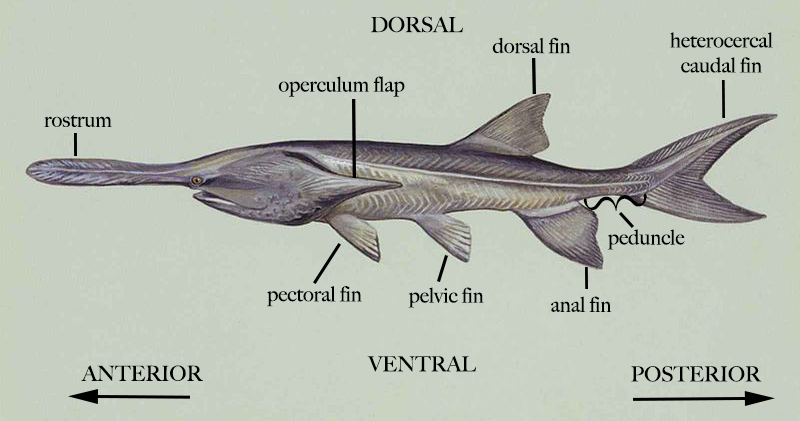
아메리카주걱철갑상어의 일반적인 형태

아메리카주걱철갑상어는 북아메리카에서 가장 크고 오래 사는 민물고기 중 하나이다. 몸길이는 평균 1.5m이고 몸무게는 27kg이며, 30년 이상 살 수 있다. 평균 연령은 5~8세, 최대 연령은 14~18세이다. 아메리카주걱철갑상어의 나이는 미국의 특정 지역에서 인기 있는 스포츠 낚시 활동인, 난파기에 수확된 물고기에서 주로 발생하는 치아의 연구에 의해 가장 잘 결정된다. 치아는 아래턱뼈에서 제거되고 남은 연조직이 제거되며, 연간 고리를 노출하기 위해 횡단된다. 치아의 고리는 나무가 늙어가는 것과 거의 같은 방식으로 계산된다. 치과의학 연구에 따르면 어떤 개체들은 60년 이상 살 수 있으며, 암컷은 일반적으로 수컷보다 더 오래 살고 더 크게 자란다고 한다.
아메리카주걱철갑상어는 피부가 매끄럽고 거의 전체적으로 연골질이다. 눈은 작고 옆으로 향한다. 몸길이의 약 1/3에 해당하는 납작한 주걱 모양의 주걱 모양의 주걱턱과 가늘고 긴 주걱턱을 갖고 있다. 배아가 부화되기까지의 초기 단계 동안, 아메리카주걱철갑상어는 연골이 없다. 부화 직후부터 형성되기 시작한다. 연골은 다른 물고기의 긴 주둥이처럼 위턱과 아래턱 또는 후각이 아닌 두개골을 확장한 것이다. 다른 두드러진 특징으로는 깊게 갈라진 이질적인 꼬리지느러미와 칙칙한 색조를 들 수 있으며, 종종 푸른빛이 도는 회색부터 검은 등쪽의 점막, 하얗게 보이는 배 밑부분까지 얼룩무늬가 있다.

## 먹이 생태학 및 생리학
과학자들은 1700년대 후반에 이 종이 기술되었을 때 아메리카주걱철갑상어의 연단의 기능에 대해 논쟁하기 시작했다. 그들은 한때 그것이 바닥 기판을 파내는 데 사용되거나 균형 조정 메커니즘과 항해 보조 장치로 기능한다고 믿었었다. 그러나 1993년 전자현미경 분야의 첨단 기술을 이용한 실험실 실험은 아메리카주걱철갑상어의 연골이 수만 개의 감각 수용체로 덮여 있다는 것을 결정적으로 입증했다. 이 수용체들은 형태학적으로 상어와 가오리의 로렌지니 기관과 유사하며, 실제로 아메리카주걱철갑상어가 플랑크톤을 탐지하기 위해 사용하는 수동형 앰풀리형 전기수용이다. 전기수용은 또한 머리와 아가미 뚜껑을 덮는다. 아메리카주걱철갑상어의 먹이는 주로 동물성 플랑크톤으로 이루어져 있다. 그들의 전기수용은 동물성 플랑크톤의 존재뿐만 아니라 동물성 플랑크톤 부속물의 개별적인 먹이 및 수영 움직임도 나타내는 약한 전기장을 감지할 수 있다. 동물성 플랑크톤 떼가 발견되면, 주걱철갑상어는 입을 크게 벌린 채 계속해서 앞으로 헤엄쳐 나가며, 아가미질 위로 물이 흘러 먹잇감을 걸러낸다. 이러한 섭식 행동은 램 서스펜션 급식으로 간주된다. 추가적인 연구는 주걱철갑상어의 전기수용이 장애물 회피의 항법 보조 역할을 할 수 있다는 것을 보여주었다.
아메리카주걱철갑상어는 옆으로 향한 작고 발달되지 않은 눈을 가지고 있다. 대부분의 물고기들과 달리, 아메리카주걱철갑상어들은 머리 위의 그림자나 조명의 변화에 거의 반응하지 않는다. 전기수용은 주로 먹잇감을 감지하기 위해 전기수용에 의존한다는 것을 나타내는 제1차 감각 양식으로서 시각을 대체한 것으로 보인다. 하지만, 연단이 그들의 유일한 음식 탐지 수단이 아니다. 일부 보고서에서는 손상된 연골이 아메리카주걱철갑상어들이 건강을 유지하기 위해 효율적으로 먹이를 찾을 수 없게 만든다고 주장하지만, 실험실 실험과 현장 연구는 그렇지 않다고 말한다. 아메리카주걱철갑상어는 연단에 있는 전기수용뿐만 아니라 연단에서 머리 꼭대기까지 이어지는 피부 표면의 거의 절반을 덮는 감각의 구멍을 가지고 있다. 연구들은 손상되거나 줄인 연골을 가진 아메리카주걱철갑상어는 여전히 먹이를 찾을 수 있고 건강을 유지할 수 있다는 것을 보여주었다.

## 번식 및 수명 주기
아메리카주걱철갑상어는 수명이 길고 성적으로 늦게 성숙한 부어이다. 암컷은 7~10세가 될 때까지 산란을 시작하지 않으며, 일부는 늦으면 16~18세에 산란한다. 암컷은 매년 산란하는 것이 아니라 2~3년마다 산란한다. 수컷은 보통 7세 전후부터 1년 또는 2년에 한 번씩 더 자주 산란하며, 일부는 9~10세 정도 늦게 산란한다.
아메리카주걱철갑상어는 이른 봄에 상류 산란 이동을 시작하며, 일부는 늦가을에 시작된다. 눈 녹고 매년 봄비가 내려 홍수를 일으키는 강이 상승하지 않았다면 공기에 노출되거나 매우 얕은 물로 덮여 있었을 진흙이 없는 자갈 막대에서 산란한다. 선호하는 산란 서식지를 확보하는 것이 필수적이지만, 아메리카주걱철갑상어가 산란하기 전에 세 가지 정확한 환경 이벤트가 발생해야 한다. 수온은 13~16°C여야 하며, 봄철에 발생하는 장기간의 광주기는 낮의 길이 증가에 따라 달라지는 생물학적 및 행동적 과정을 유발하며, 성공적인 산란이 발생하기 전에 강에 적절한 상승과 흐름이 있어야 한다. 역사적으로 아메리카주걱철갑상어는 4~5년에 한 번만 정확한 환경 이벤트가 발생하기 때문에 매년 산란하지 않았다.

## 분포 및 서식지

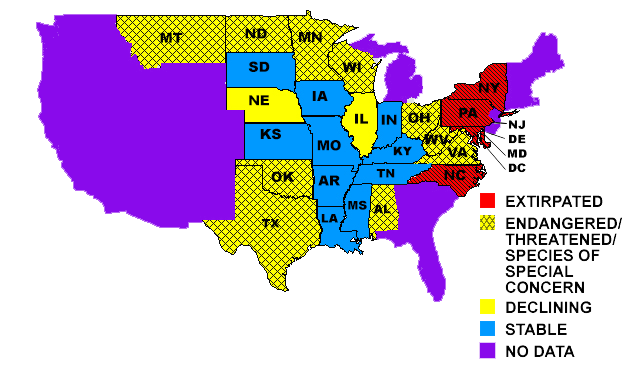
아메리카주걱철갑상어의 분포를 보여주는 미국 지도

아메리카주걱철갑상어는 이동성이 뛰어나고 강에서 사는 데 잘 적응한다. 미시시피 계곡의 대부분과 인접한 걸프 경사면 유역 전체에 걸쳐 다양한 유형의 강 서식지에서 서식한다. 측수로, 우각호, 배수로, 만류, 댐 아래의 꼬리물기와 같은 더 깊고 낮은 해류 지역에서 가장 자주 발생한다. 그들은 강에서 2,000마일 이상 이동하는 것이 관찰되었다.
아메리카주걱철갑상어는 미시시피강 유역의 토착종으로, 역사적으로 북서쪽의 미주리강과 옐로스톤강에서 오하이오강 그리고 북동쪽의 앨러게니강까지 발생하고, 미시시피강의 수원은 남쪽에서 입까지, 남서쪽의 샌재신토강에서 톰빅비강과 앨라배마강까지이다. 그들은 뉴욕주, 메릴랜드주, 펜실베니아주뿐만 아니라 캐나다의 휴런호와 헬렌호를 포함한 오대호 지역의 주변 지역 대부분에서 멸종되었다. 1991년, 펜실베니아주는 오하이오강 상류와 앨러게니강 하류에 자급자족하는 개체군을 만들기 위한 노력으로 부화장에서 자란 아메리카주걱철갑상어를 활용한 재도입 프로그램을 시행했다. 1998년, 뉴욕주는 킨주아 댐 위에 있는 알레게니 저수지에서 상류에 스타킹 프로그램을 시작했고, 2006년에는 상대적으로 그들의 역사적 범위 중 변경되지 않은 부분인 코넬왕고 크릭에서 두 번째 스타킹을 시작했다. 자망에 의해 포획된 자유 거리 성인에 대한 보고는 펜실베니아주와 뉴욕주에서 기록되었지만, 자연 번식에 대한 증거는 없다. 그들은 현재 미국의 22개 주에서 발견되며, 주와 연방법에 의해 보호되고 있다. 아메리카주걱철갑상어의 상업적 또는 스포츠 낚시를 허용하는 13개의 주가 있다.

## 인간 상호 작용

### 교배
2020년 논문에 따르면 러시아철갑상어 3마리의 알과 수컷 주걱철갑상어 4마리의 정자를 사용하여 아메리카주걱철갑상어와 교배한 결과, 두 이름을 혼합한 스트러들철갑상어라는 잡종이 탄생했다. 이 자손의 생존율은 62~74%였으며 성장 1년 후 평균 1kg에 도달했다. 다른 과에 속하는 물고기가 교배에 성공한 것은 이번이 처음이다. 이들의 마지막 공통 조상은 1억 4천만 년 전에 살았던 것으로 추정된다.

### 스포츠 낚시
아메리카주걱철갑상어는 개체 수가 충분하여 이러한 활동을 할 수 있는 인기 있는 낚시감이다. 자생 인구가 없는 지역은 생존 가능한 어업을 유지하기 위해 주 및 연방 재입고 프로그램에 의존한다. 2009년 보고서에는 다음 주에서 각 주 및 연방 규정에 따라 아메리카주걱철갑상어의 스포츠 낚시를 허용하는 주, 일리노이주, 인디애나주, 아이오와주, 캔자스주, 켄터키주, 미시시피주, 미주리주, 몬태나주, 네브래스카주, 노스다코타주, 오클라호마주, 사우스다코타주, 테네시주 등이 포함되어 있다. 아메리카주걱철갑상어는 필터 먹이를 주기 때문에 미끼나 미끼를 물리지 않으며, 잡이를 통해 잡아야 한다.
캔자스주의 공식 주 기록은 2004년에 잡힌 아메리카주걱철갑상어로 무게가 65kg에 달한다. 몬태나주에서는 1973년에 64.6kg의 무게를 가진 아메리카주걱철갑상어가 잡혔다. 노스다코타주에서는 2024년에 잡힌 아메리카주걱철갑상어의 무게가 59kg에 달했다. 기록상 가장 큰 아메리카주걱철갑상어는 1916년 아이오와주 웨스트오코보지호에서 창잡이 어부에 의해 포획되었으며, 크기는 2.2m, 무게는 약 90kg으로 추정된다.